# 杜普莱克市镇

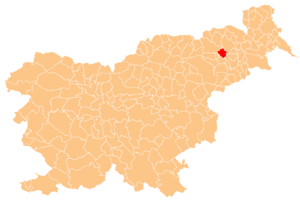
杜普莱克於斯洛維尼亞的位置

杜普莱克市镇（斯洛維尼亞語：Občina Duplek）是斯洛文尼亞東北部的一個市镇，行政中心为下杜普萊克。市镇面積为40平方公里，2002年人口数量为5938人。人口密度約150人/km2。

## 外部連結
- 官方网站  （斯洛文尼亚文）
- Municipality of Duplek on Geopedia （页面存档备份，存于）